# Торен, Скип
Дуэйн У. «Скип» Торен (англ. Duane W. "Skip" Thoren; родился 5 апреля 1943 года, Рокфорд, штат Иллинойс, США) — американский профессиональный баскетболист, который играл в Американской баскетбольной ассоциации, отыграв три неполных из девяти сезонов её существования.

## Ранние годы
Скип Торен родился 5 апреля 1943 года в городе Рокфорд (штат Иллинойс), где он учился в Восточной средней школе, в которой играл за местную баскетбольную команду.